# 公孫止
公孫止為香港武俠小說家金庸的作品《神鵰俠侶》的反派人物，絕情谷谷主，持兵刃時實力僅次於五絕、裘千仞、周伯通、金轮法王、郭靖、杨过、小龙女等一流武林高手，為金庸小說中武功超群的高手之一。他身穿嶄新的寶藍緞子袍子卻，面目英俊，舉止瀟灑，上唇與頦下留有微髭。他貪圖小龍女的美色，為人陰險狡猾。
登場回數:(神)17-20,29-32

## 簡介
公孫止祖宗世代都住在絕情谷。外表仙風道骨，謙謙有禮；內心陰險薄倖、生性風流的偽君子。
公孫止為武林中絕頂的武林高手，他的空手武功虽不算特别高，顶多十余招把未学重剑的杨过打落下风（当时杨过自评自己武功跟霍都差距不少，而杨过在大胜关大会前还忌惮雖被自己武功克制、全真七子最弱的孙不二），未必比全真七子最强的丘处机高；但兵刃武功却高超，僅僅略遜於中原武林頂級高手如天下五絕、郭靖、周伯通、舅仔裘千仞、蒙古高手金輪國師、习得重剑以后的杨过、雙手互搏使出的雙劍合璧的小龍女等，连产后不久还没恢复十成功力的黄蓉可于匹敌，他的武功已高過很多中原武林中人。
其妻裘千尺為鐵掌幫幫主裘千仞之妹。
因惱恨裘千尺毒害了情人「柔兒」，便施計將其手腳筋挑斷後拋進煉丹房下的鱷魚潭。裘千尺在石洞中有棗子充飢，得以倖存。
十八年後，公孫止巧合救了古墓派第三代掌門人小龍女，因小龍女貌美而盼望與之成親。成親當日，剛好楊過四處找尋小龍女，尋至絕情谷，兩人遂得以復合。
與当时武功低於己的楊過曾三度交鋒，始終未能將其打敗：首戰中以「鐵掌」及獨門的閉穴能佔到上風，卻被楊過暗算中了「玉蜂針」而倒下；次戰儘管使出奇幻无方的「陰陽倒亂刃法」，仍難敵楊、龍二人的「玉女素心劍法」；最後又因裘千尺從旁指點楊過下第三度落敗，更因中了棗核釘而導致右目失明，愴惶逃離絕情谷。
公孫止因妒生恨，對楊過屢屢施以陷害。以漁網陣將楊過捉拿後，命屬下用情花傷及其全身，使其頓感痛楚萬分。跟著又佈下機關誘騙楊過墮進煉丹房下的鱷魚潭。
在外四處遊覓之時，遇見完顏萍並將其擄走，引得丐幫第十九代幫主黃蓉、「赤練仙子」李莫愁、耶律齊兄妹、武氏兄弟等人先後前來救援。
後來李莫愁在絕情谷因中了情花毒，公孫止便與其作交易，助其奪回最後半粒絕情丹。
兩人於絕情谷大殿合力與黃蓉等人交戰。儘管成功奪回絕情丹，卻害死了女兒公孫綠萼。被小龍女撃敗後，無奈交出絕情丹。其後因中了裘千尺之計而跌進天坑，身子掉落時將裘千尺拉倒，最終雙雙葬身於天坑之中。

## 武功
鐵掌
為鐵掌幫功夫，手掌中隱隱約約有一股黑氣，打擊時鏗鏗似金屬之音，掌法精奇巧妙，凌厲至極，由裘千尺傳授。當年裘千尺兄長裘千仞就是以此絕技橫行江湖。
陰陽倒亂刃法
公孫止的家傳絕技之一，缺陷多多，後經裘千尺悉心改良，才變得完善 。双手一持锯齿金刀，一持黑剑，刀法剑法同使时，刚柔相济，阴阳相辅，但敵不過楊過和小龍女的玉女素心劍法。
逢到用刀剑倒乱对敌时，黑剑本来轻柔，却猛砍猛斫，变成刚猛之极的刀法，金刀却刺挑削洗，全走单剑的轻灵路子，刀成剑，剑成刀，奇幻无方。
閉穴功夫
公孫止的家傳絕技之一，雖然缺陷多，難練易破，但可以免被封穴，與歐陽鋒的逆行經脈類似，亦可用作增強功力，不過不可食肉或半點沾了血腥的食物，否則會功夫全失。 當日與楊過比武時喝上了沾有少許血腥的茶，除即武功盡失，連裘千尺也說不練也罷。
絕境逆襲
在極為劣勢時才能使用的公孫家傳冷門功夫，由於使用上有多重條件的限制，只有在被楊過和小龍女的玉女素心劍法擊敗時才使用，但仍然只能打到平手。

## 影視形象

### 劇集
- 曹達華：香港佳藝電視《神鵰俠侶》（1976年）
- 許紹雄：香港無綫電視《神鵰俠侶》（1983年）
- 張杰 、關宏：台灣中視《神鵰俠侶》（1984年）
- 張翼：香港無綫電視《神鵰俠侶》（1995年）
- 徐少強：台灣台視《神鵰俠侶》（1998年）
- 黃世南：新加坡新傳媒《神鵰俠侶》（1998年）
- 鍾鎮濤：中國中央電視台《神鵰俠侶》（2006年）
- 邱心志：中國華夏視聽、於正工作室聯合出品《神鵰俠侶》（2014年）
- 于波：中國芒果娛樂、盛夏星空傳媒聯合出品《新神鵰俠侶》（待播）